# 石津总干渠
石津总干渠是中华人民共和国河北省中部滹沱河上的大型引水干渠，渠首位于石家庄市鹿泉区黄壁庄镇黄壁庄水库引水洞，向东南至新华区赵陵铺路街道折向东流，经石家庄市区北部、藁城区、晋州市、辛集市、深州市和武强县等地区，于武强县街关镇以北五里屯村汇入天平沟，后入滏阳河。总干渠全长134千米，骨干工程控制面积4144平方千米，设计渠灌面积16.67万公顷。目前石津总干渠沿程有5条干渠、30条分敢渠、221条支渠、1762条斗渠、1.2万多条农渠，1.38万座闸、涵建筑物，2002年建成管理自动化系统。
石津总干渠是在20世纪40年代日本占领期间开挖的石津运河基础上整修而成，故名。经多次扩建，形成现在的规模。